# Karl Löwith
Karl Löwith (Múnich, Imperio alemán, 9 de enero de 1897 - Heidelberg, Alemania Occidental, 26 de mayo de 1973), fue uno de los primeros discípulos de Heidegger —y luego uno de sus más agudos críticos— a quien conoció a través de Edmund Husserl en Friburgo, por los años veinte. 

## Biografía
Alumno de Edmund Husserl y de Martin Heidegger, Löwith abandonó Alemania en 1936 a causa de su origen judío. Vivió durante algunos años en Japón, donde resultó fascinado por la relación de la filosofía zen con una nada no originada en el nihilismo. En 1941 se trasladó a los Estados Unidos, y regresó luego a Alemania, donde enseñó en la Universidad de Heidelberg.
Löwith considera el desarrollo del pensamiento europeo como un proceso de secularización de la visión teológico-bíblica de la historia, caracterizada a su vez por la esperanza de un «futuro escatológico». Para distanciarse de la violencia del logos occidental, Löwith se orienta a una naturaleza no considerada como historia, destino ni creación, y en la que la muerte es una componente ante la cual el sujeto no encuentra su autenticidad.

## Obra
Diez años posterior a De Hegel a Nietzsche, que fue concluido en Japón en momentos en que se iniciaba la Segunda Guerra Mundial, Historia del mundo y salvación es sin duda la obra mayor de Karl Löwith, la que ejerció la influencia más duradera sobre la filosofía política en tanto es una de las fuentes principales de un tema central en el debate contemporáneo: el de la secularización. Obra singular, estrechamente ligada con el destino personal de su autor, fue publicada por primera vez en los Estados Unidos, en 1949, bajo el título Meaning in History, y traducida al alemán por Hanno Kesting, versión que —revisada y completada por el mismo Löwith, y publicada en 1953— fue la utilizada para la edición de Katz Editores.
El propósito obvio de la obra está indicado por el subtítulo: la filosofía de la historia descansa sobre presupuestos teológicos generalmente ignorados o negados. Löwith no pregona el retorno a una visión teológica de las cosas humanas; somete a examen crítico las bases comunes de la teología y de la filosofía de la historia, y apela a una interrogación de los fundamentos metafísicos que han pasado desapercibidos para la racionalidad occidental.